# 亞當斯 (麻薩諸塞州)
亞當斯（英語：Adams）是一個位於美國麻薩諸塞州伯克夏縣的鎮。

## 人口
根據2020年美國人口普查的數據，亞當斯的面積為59.50平方千米，當中陸地面積為59.30平方千米，而水域面積為0.20平方千米。當地共有人口8166人，而人口密度為每平方千米137人。